# Đoàn Minh Hương
Đoàn Minh Hương (sinh năm 1959) là kiểm sát viên cao cấp người Việt Nam. Ông từng giữ chức vụ Viện trưởng Viện kiểm sát nhân dân tỉnh Phú Thọ (2013-2019).

## Tiểu sử
Đoàn Minh Hương sinh ngày 31 tháng 3 năm 1959.
Đoàn Minh Hương là Đảng viên Đảng Cộng sản Việt Nam.
Ngày 26 tháng 12 năm 2012, Đoàn Minh Hương, Phó Viện trưởng Viện kiểm sát nhân dân tỉnh Phú Thọ, được Phó Viện trưởng Viện kiểm sát nhân dân tối cao Việt Nam Lê Hữu Thể trao quyết định của Viện trưởng Viện kiểm sát nhân dân tối cao Việt Nam bổ nhiệm giữ chức vụ Viện trưởng Viện kiểm sát nhân dân tỉnh Phú Thọ nhiệm kì 5 năm kể từ ngày 1 tháng 1 năm 2013 thay cho ông Trương Bá Hùng nghỉ chế độ.
Ngày 3 tháng 4 năm 2016, Đoàn Minh Hương được bổ nhiệm chức danh kiểm sát viên cao cấp.
Tháng 2 năm 2017, Đoàn Minh Hương là Bí thư Ban cán sự Đảng, Kiểm sát viên cao cấp, Viện trưởng Viện kiểm sát nhân dân tỉnh Phú Thọ.
Trong thời gian Đoàn Minh Hương giữ chức Viện trưởng Viện kiểm sát nhân dân tỉnh Phú Thọ, viện này đã thực hiện quyền công tố trong vụ án đường dây đánh bạc nghìn tỉ xuyên quốc gia do Tổng cục trưởng Tổng cục Cảnh sát Phan Văn Vĩnh bảo kê.
Tháng 4 năm 2019, Đoàn Minh Hương nghỉ hưu.